# Mewa kalifornijska
Mewa kalifornijska (Larus californicus) – gatunek dużego ptaka z rodziny mewowatych (Laridae). Zamieszkuje Amerykę Północną. Nie jest zagrożony wyginięciem.

## Systematyka
Gatunek ten po raz pierwszy opisał George Newbold Lawrence w 1854 roku. Autor nadał mu nazwę Larus californicus, która obowiązuje do tej pory, a jako miejsce odstrzelenia holotypu wskazał okolice Stockton w Kalifornii. Wyróżnia się dwa podgatunki L. californicus:
- L. c. albertaensis Jehl, 1987
- L. c. californicus Lawrence, 1854

## Morfologia

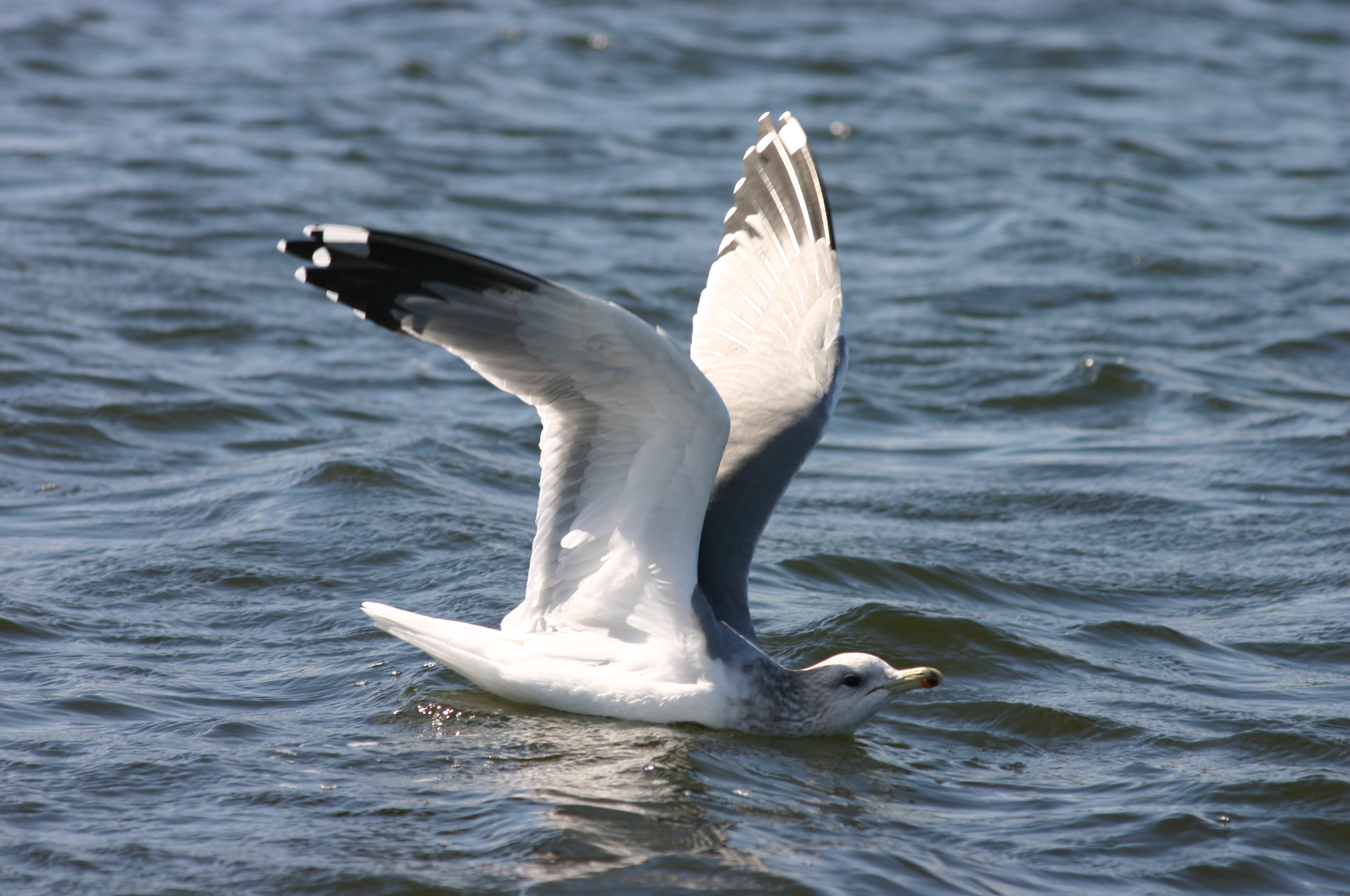
Ptak w szacie spoczynkowej

RozmiaryDługość ciała 47–54 cm; rozpiętość skrzydeł około 130 cm. Masa ciała 430–1045 g.
WyglądPłaszcz szary, ciemniejszy niż u mewy srebrzystej, zakończenia skrzydeł czarne z białymi plamami. Głowa oraz tułów białe. Dziób żółty, z czarnymi i czerwonymi plamami. Nogi zielonożółte, tęczówki ciemne. Obie płci są podobne. W pierwszym roku młode szarobrązowe z plamkami, od spodu jaśniejsze; lotki I rzędu ciemne; nogi różowe; dziób różowy z ciemną końcówką. W drugim roku plamki szarobrązowe i białe; płaszcz szary, z brązowymi cętkami; lotki I rzędu ciemne; nogi szarozielone; dziób szary z lekkim różowym odcieniem i czarną końcówką. Ptaki w 3. roku życia mają płaszcz szary, mniej na nim szarobrązowych plam.

## Zasięg, środowisko
Ameryka Północna – od środkowej Kanady po północno-środkowe i zachodnie USA. Zimuje na wybrzeżach Pacyfiku – od południowo-zachodniej Kanady po południowo-zachodni Meksyk.
Poszczególne podgatunki w sezonie lęgowym zamieszkują:
- L. c. albertaensis – centralne Terytoria Północno-Zachodnie do centralnej Manitoby (środkowa Kanada) na południe po północno-wschodnią Dakotę Południową (północno-środkowe USA)
- L. c. californicus – południowo-środkowa Kolumbia Brytyjska (południowo-zachodnia Kanada), wschodni Waszyngton do Montany i na południe do Kolorado i centralnej Kalifornii.

Zamieszkuje jeziora, rzeki, tereny rolnicze.

## Status
Międzynarodowa Unia Ochrony Przyrody (IUCN) uznaje mewę kalifornijską za gatunek najmniejszej troski (LC – Least Concern). Całkowitą liczebność populacji szacowano w 2018 roku na 621 000 osobników. Trend liczebności oceniany jest jako lekko spadkowy.